# Moucherolle à poitrine grise
Lathrotriccus griseipectus
Espèce
Synonymes
- Empidonax griseipectus

Statut de conservation UICN

 VU  : Vulnérable
Le Moucherolle à poitrine grise (Lathrotriccus griseipectus) est une espèce de passereau placée dans la famille des Tyrannidae. Son statut de conservation est Vulnérable selon la liste rouge de l'UICN.

## Systématique
Il a été décrit en 1869 par George Newbold Lawrence sous le nom scientifique de Empidonax griseipectus.

## Description
Il mesure 13 cm. Il est principalement gris : haut du corps gris-olive, haut de la tête gris, ailes sombres avec deux barres blanchâtres, gorge gris-pâle, poitrine gris plus foncé et ventre blanchâtre. L'anneau oculaire et la zone supralorale sont blancs. Le gris prédomine donc plus dans cette espèce que chez les autres moucherolles, même s'il ressemble beaucoup à l'oiseau sympatrique Contopus cinereus (Moucherolle cendré) ; malgré tout, ce dernier est plus grand, n'a pas de barres sur les ailes ni d'anneau oculaire et se comporte très différemment. Le Moucherolle à poitrine grise chante surtout durant la saison humide.

## Distribution
Cet oiseau vit dans la région du Tumbes (nord-ouest du Pérou et sud-ouest de l'Équateur).
Sa population est estimée à entre 2 500 et 9 999 individus adultes.

## Habitat
Il est confiné aux sous-étages des forêts humides, décidues ou semi-décidues, du niveau de la mer à 1 830 m (au Refugio de vida silvestre Laquipampa) voire 2 000 m dans le Refugio de vida silvestre Bosques Nublados de Udima (région de Lambayeque, Pérou). Des déplacements saisonniers ont été observés, dont la nature reste floue, peut-être pour rejoindre des forêts plus humides lors de la saison sèche. Il est souvent observé seul ou par pairs.

## Reproduction
Des immatures ont été observés en mars, et la période de reproduction a probablement lieu durant la saison humide, entre janvier et mai.

## Conservation
La déforestation (notamment pour créer des pâturages) est importante dans les zones non protégées, et avec elle la diminution de l'habitat de l'espèce au Pérou et en Équateur. Les zones protégées sont également illégalement déboisées, notamment dans la cordillère de Chongón-Colonche. Des réserves permettent la protection de l'espèce : en Équateur le parc national Machalilla, le Bosque Protector Cerro Blanco (es) (province du Guayas) et la Réserve écologique de Jauneche (canton de Palenque), et au Pérou le parc national Cerros de Amotape, le Coto de caza El Angolo (es), le Refugio de vida silvestre Laquipampa (es), l'Área de conservación regional Bosques Secos de Salitral-Huarmaca (es), le Refugio de vida silvestre Bosques Nublados de Udima (région de Lambayeque, réserve créée en partie en raison de la présence du Moucherolle à poitrine grise), et l'Área de conservación regional Angostura Faical (es). Les 776 m2 de la forêt partiellement protégée de Chongón-Colonche Protected Forest sont supposés préserver l'espèce, mais la reforestation de la zone est basée sur des espèces végétales comme Cedrela odorata et Prosopis juliflora qui ne sont pas natives de la région, ne permettant que difficilement de maintenir ou de développer la forêt indigène. La Pro-Forest Foundation a restauré approximativement 250 ha de l'habitat potentiel du Moucherolle à poitrine grise dans le Bosque Protector Cerro Blanco, utilisant 35 espèces indigènes d'arbres et apportant un soutien permanent à un programme d'éducation de l'environnement  pour les 3 500 visiteurs annuels et les 2 500 élèves de la région.